# Trận Artois lần thứ ba
Trận Artois lần thứ ba, còn gọi là Chiến dịch tấn công Artois – Loos, là một trận đánh trên Mặt trận phía Tây của cuộc Chiến tranh thế giới thứ nhất, diễn ra từ ngày 25 tháng 9 cho đến ngày 14 tháng 10 năm 1915 tại miền Bắc nước Pháp. Đây là cuộc tiến công của quân đồng minh Anh - Pháp nhằm vào quân đội Đế quốc Đức,, và kết thúc với thất bại của quân đội đồng minh kèm theo thiệt hại nặng nề cho họ, trong khi quân Đức chịu thiệt hại nhẹ hơn. Thất bại của liên quân trong chiến dịch tấn công này cũng mang nhiều đặc điểm của trận Artois lần thứ hai trước đó. Trận Artois lần thứ ba là trận chiến cuối cùng trong cuộc chiến ở miền Bắc Pháp vào năm 1915, xảy ra đồng thời với trận Champagne lần thứ hai nơi quân Pháp cũng tấn công quân Đức nhưng thất bại.
Cũng như trong trận Artois lần thứ nhất và trận Artois lần thứ hai, phe Hiệp Ước đã chủ trương thực hiện một cuộc thọc sâu vào cao điểm Vimy, với sự yểm trợ của các cuộc tiến công ở cả hai bên sườn. Mặc dù Tập đoàn quân số 6 của Đế quốc Đức do Thái tử Rupprecht xứ Bayern chỉ huy bị trải mỏng, binh lính của ông được bố phòng vững chãi và được hỗ trợ bởi một chiến tuyến thứ hai vốn hầu như là nằm ngoài tầm đạn pháo của quân đồng minh. Trong khi đó, tướng Joseph Joffre của Pháp có suy nghĩ lạc quan và thực hiện một kế hoạch tấn công rất đơn giản: quân đội phe Hiệp Ước sẽ tiến hành pháo kích trong vòng 4 ngày trước khi 4 tiếng đồng hồ cuối cùng pháo kích đập tan các vị trí phòng ngự của đối phương, tạo điều kiện cho quân bộ binh tấn công dữ dội. Dưới sự chỉ đạo của tướng Ferdinand Foch – tư lệnh phân khu phía Bắc của Joffre, quân Pháp đã tiến hành pháo kích vào ngày 25 tháng 9 năm 1915 nhưng không thành công, vài tiếng trước khi quân đội Anh tiến công trong trận Loos. Trưa hôm đó, quân bộ binh Pháp cũng tấn công cao điểm. Cuộc tiến công chậm rãi nhưng đầu ngày 28 tháng 9 năm 1915 quân Pháp chiếm được đồi 140 trên cao điểm 45. Thái tử Rupprecht đã phát động phản công đánh bật quân Pháp. Bất chấp thắng lợi ban đầu, quân Anh cũng bị đánh lui tại Loos vào ngày 28 tháng 9 năm 1915.
Vào tháng 10, Thái tử Rupprecht nhận thêm viện binh, và vào ngày 11 tháng 10 năm 1915 quân Đức lại bẻ gãy một nỗ lực của quân Pháp nhằm chiếm giữ toàn bộ cao điểm Vimy. Quân Anh cũng không thành công tại Loos và cuối tháng 10, thời tiết khó khăn đã khiến cho liên quân phải chấm dứt chiến dịch. Một lần nữa, cố gắng của Foch đã thất bại. Trận Artois lần thứ ba cho thấy các lực lượng quân đội trên Mặt trận phía Tây chưa tập trung đủ hỏa lực và chưa có khả năng để đột phá các vị trí phòng thủ kiên cố.